# Vanessa Marcil
Sally Vanessa Marcil (Indio, California; 15 de octubre de 1969), más conocida como Vanessa Marcil, es una actriz estadounidense de ascendencia mexicana conocida por sus interpretaciones en General Hospital, Beverly Hills, 90210 y la serie de televisión Las Vegas.

## Biografía

### Primeros años
Vanessa, la más joven de cuatro hermanos, nació con el nombre de Sally Vanessa Ortiz, hija de Patricia Marcil, una herbolaria y Pedro Ortiz, un millonario contratista; pero sus padres se encuentran separados. Su padre es mexicano y su madre es de ascendencia francesa, italiana y portuguesa.

### Carrera
Marcil actuó en una serie de obras de teatro antes de aparecer en el papel de Brenda Barrett en la serie General Hospital en 1992. Obtuvo tres candidaturas a los premios emmy durante los años 1997, 1998 y 2003 por su imagen, ganando en 2003.
Después de seis años en General Hospital, dejó el show en 1998 (aunque regresaría brevemente en 2002) y participó con un papel recurrente en el drama policial Alto Incidente producido por Steven Spielberg. Marcil se unió al elenco de Beverly Hills, 90210 en noviembre de 1998, como Gina Kincaid. Hizo su debut en el largometraje de 1996, en la película La Roca, la que protagonizó junto a Nicolas Cage, Sean Connery y Ed Harris. En 1999, participó en dos películas independientes: Chicos buenos duermen solos con Sean O'Bryan y El espacio entre nosotros, con Jeremy Sisto. 
En 2001, Marcil fue galardonada con el Premio de Servicio de Estancia y ha apoyado los servicios para mujeres maltratadas y sus hijos acogiendo eventos de caridad y haciendo apariciones en el programa  de la Rueda de la Fortuna, jugando para recaudar fondos para la organización. A través de sus esfuerzos de recaudación de fondos, espera aumentar la conciencia de la violencia doméstica y servir de inspiración a las mujeres maltratadas para tomar el control de sus vidas. 
Marcil protagonizó la serie de televisión de la NBC Las Vegas como Samantha Jane "Sam" Márquez. Ha aparecido en varias revistas para caballeros, incluidas Stuff, FHM, y Maxim. Fue nombrada # 19 en las 100 más Hot de 2005 de la revista Maxim, la lista se presentó en la portada que incluye la lista, así como # 92 en 2006 de la lista Hot 100 de FHM.
En el otoño de 2008, Marcil fue una estrella invitada en Lipstick Jungle, como una gestora de talentos. A partir de noviembre de 2008, es la presentadora y juez en jefe del programa de Lifetime Television, Blush: la búsqueda de la próxima Gran Artista Maquillaje .
En 2009 aparece en 3 episodios de la última temporada de Sin rastro

### Vida personal
Marcil estuvo casada con Corey Feldman de 1989 a 1993. Estuvo comprometida con su compañero de General Hospital Tyler Christopher, pero nunca se casaron. Más tarde saldría con su compañero de Beverly Hills, 90210 Brian Austin Green de 1999 hasta principios de 2003, con quien tiene un hijo llamado Kassius Lijah Marcil-Green nacido el 30 de marzo de 2002. En 2005, Marcil comenzó a salir con el escritor y director Ben Younger. Su mejor amiga es Jillian Michaels, quien es madrina de su hijo Kassius.
Marcil se casó con el actor de CSI: NY Carmine Giovinazzo, el 11 de julio de 2010.

## Premios y nominaciones
| Año  | Premio                   | Resultado | Categoría                                      | Serie            |
| ---- | ------------------------ | --------- | ---------------------------------------------- | ---------------- |
| 1994 | Soap Opera Digest Awards | Nominada  | Mujer debutante                                | General Hospital |
| 1995 | Soap Opera Digest Awards | Nominada  | Mejor pareja de serie (junto a Maurice Benard) | General Hospital |
| 1997 | Soap Opera Digest Awards | Ganadora  | Rol femenino más sexy                          | General Hospital |
| 1998 | Soap Opera Digest Awards | Ganadora  | Mejor actriz principal                         | General Hospital |
| 2003 | Soap Opera Digest Awards | Ganadora  | Mejor regreso                                  | General Hospital |
| 1997 | Daytime Emmy Award       | Nominada  | Mejor actriz de reparto en serie de drama      | General Hospital |
| 1998 | Daytime Emmy Award       | Nominada  | Mejor actriz de reparto en serie de drama      | General Hospital |
| 2003 | Daytime Emmy Award       | Ganadora  | Mejor actriz de reparto en serie de drama      | General Hospital |